# OECS
OECS (Organisation of Eastern Caribbean States) startades den 18 juni 1981 och är en mellanstatlig organisation i Små Antillerna, Karibien. Medlemsländerna har bland annat en gemensam valuta östkaribisk dollar (ej Brittiska Jungfruöarna) samt en gemensam högsta domstol. Organisationens huvudkontor finns i Castries på Saint Lucia.

## Medlemmar
- Antigua och Barbuda
- Dominica
- Grenada
- Montserrat
- Saint Kitts och Nevis
- Saint Lucia
- Saint Vincent och Grenadinerna

Associate members:
- Anguilla
- Brittiska Jungfruöarna